# 13982 Thunberg
13982 Thunberg eller 1992 RB3 är en asteroid i huvudbältet som upptäcktes den 2 september 1992 av den belgiske astronomen Eric W. Elst vid La Silla-observatoriet. Den är uppkallad efter Carl Peter Thunberg.
Asteroiden har en diameter på ungefär 6 kilometer.